# Kena: Bridge of Spirits
Kena: Bridge of Spirits je  akcijsko-pustolovska videoigra razvijalske skupine Ember Lab, ki je izšla jeseni 2021 za PlayStation 4, PlayStation 5 in Windows.
Igralec prevzame vlogo Kene, mlade vodnice duhov, ki s pomočjo magičnih sposobnosti pomaga duhovom oditi iz fizičnega v duhovni svet. Kena v iskanju svetega kraja prispe v gorsko vas, kjer mora razrešiti vzrok za travmatičen konec njenih prebivalcev, del katerih se je pretvoril v sovražne duhove. Za boj proti njim uporablja Kenino čarovniško palico, ki kanalizira njene magične sposobnosti, poleg tega pa zbira drobne duhovne tovariše, magična bitja, imenovana Rot, ki ji pomagajo prečkati prepreke, opravljati naloge in v boju. Pogled na dogajanje je tretjeosebni.
Igro je od leta 2016 razvijala ekipa neodvisnega studia Ember Lab pod vodstvom bratov Mikea in Josha Grierja, ki sta sklenila dogovor s Sony Interactive Entertainment za ekskluzivno izdajo na Sonyjevih konzolah. Zgodbo in grafično podobo (pri slednji je sodeloval vietnamski studio za animacijo Sparx) so navdihnile lokacije na Daljnem vzhodu, predvsem Japonska in Bali, ter tamkajšnja mitologija. Skladatelj Jason Gallaty je ustvaril glasbo v balijskem slogu gamelan v sodelovanju z balijsko skupino Gamelan Çudamani.
Delno končana igra je bila predstavljena junija 2021 na filmskem festivalu v Tribeci, kjer je bila v izboru za nagrado v novoustanovljeni kategoriji videoiger. Izšla je z nekaj zamika, delno zaradi pandemije covida-19, septembra istega leta. Odziv kritikov je bil pretežno pozitiven, predvsem za umetniško podobo, izvirno glasbeno spremljavo in uporabo Rot, manj soglasni pa so bili glede mehanike igranja, podajanja zgodbe in likov. Doživela je tudi komercialni uspeh, kot ena največkrat pretočenih iger leta za konzole PlayStation.